# دبلیودبلیوئی آرماگدون
دبلیودبلیوئی آرماگدون (به انگلیسی: WWE  Armageddon) یک رویداد غیر رایگان (Pay-Per-View) در کشتی حرفه ای و شبکه دبلیودبلیوئی بود که توسط کمپانی دبلیودبلیوئی، یک کمپانی کشتی حرفه‌ای مستقر در کانتیکت، تولید می شد. این رویداد در سال ۱۹۹۹ تأسیس شد و آخرین دوره آن در سال ۲۰۰۸ برگزار شد. در سال ۲۰۰۹ رویداد تی ال سی جایگزین آرماگدون شد.

## لیست رویداد ها
|  | رویداد مخصوص برند راو |  | رویداد مخصوص برند اسمکدان |

| ۱                                                     | آرماگدون (۱۹۹۹) | ۱۲ دسامبر ۱۹۹۹ | سانرایز، فلوریدا     | نشنال کار رنتال سنتر      | تریپل اچ در مقابل آقای مکمن در یک مسابقه نو هولدز بارد | [ ۱ ] [ ۲ ]   |
| ۲                                                     | آرماگدون (۲۰۰۰) | ۱۰ دسامبر ۲۰۰۰ | بیرمنگام، آلاباما    | مرکز مدنی بیرمنگام–جفرسون | کرت انگل (c) در مقابل استون کلد استیو آستین در مقابل تریپل اچ در مقابل آندرتیکر در مقابل د راک در برابر ریکیشی در یک مسابقه جهنم در یک قفس برای کمربند قهرمانی دبلیودبلیو اف | [ ۳ ] [ ۴ ]   |
| ۳                                                     | آرماگدون (۲۰۰۲) | ۱۵ دسامبر ۲۰۰۲ | سانرایز، فلوریدا     | آفیس دیپات سنتر           | شان مایکلز (c) مقابل تریپل اچ در یک مسابقه سه مرحله جهنم برای قهرمانی سنگین وزن جهان                                                                                         | [ ۵ ] [ ۶ ]   |
| ۴                                                     | آرماگدون (۲۰۰۳) | ۱۴ دسامبر ۲۰۰۳ | اورلاندو، فلوریدا    | تی دی واتر هاوس سنتر      | گلدبرگ (c) در مقابل تریپل اچ مقابل کین در یک مسابقه سه نفره برای قهرمانی سنگین وزن جهان                                                                                      | [ ۷ ] [ ۸ ]   |
| ۵                                                     | آرماگدون (۲۰۰۴) | ۱۲ دسامبر ۲۰۰۴ | دولوت، جورجیا        | گوینت سنتر                | جان «برادشاو» لیفیلد (c) در مقابل ادی گوئررو در مقابل آندرتیکر در مقابل بوکرتی در یک مسابقه چهار نفره برای کمربند قهرمانی دبلیودبلیوئی                                       | [ ۹ ] [ ۱۰ ]  |
| ۶                                                     | آرماگدون (۲۰۰۵) | ۱۸ دسامبر ۲۰۰۵ | پراویدنس، رود آیلند  | دانکین دوناتس سنتر        | آندرتیکر در مقابل رندی اورتن در یک مسابقه جهنم در قفس | [ ۱۱ ] [ ۱۲ ] |
| ۷                                                     | آرماگدون (۲۰۰۶) | ۱۷ دسامبر ۲۰۰۶ | ریچموند، ویرجینیا    | ریچموند کولوسئوم          | باتیستا و جان سینا در مقابل دربار کینگ بوکر (فینلی و کینگ بوکر) | [ ۱۳ ] [ ۱۴ ] |
| ۸                                                     | آرماگدون (۲۰۰۷) | ۱۶ دسامبر ۲۰۰۷ | پیتسبورگ، پنسیلوانیا | ملون آرنا                 | باتیستا (c) در برابر ادج در مقابل آندرتیکر در یک مسابقه سه نفره برای قهرمانی سنگین وزن جهان                                                                                  | [ ۱۵ ] [ ۱۶ ] |
| ۹                                                     | آرماگدون (۲۰۰۸) | ۱۴ دسامبر ۲۰۰۸ | بوفالو، نیویورک      | اچ اس بی سی آرنا          | ادج (c) در مقابل تریپل اچ و جف هاردی در یک مسابقه سه نفره برای کمربند قهرمانی دبلیودبلیوئی                                                                                   | [ ۱۷ ] [ ۱۸ ] |
| (c) - نشان دهنده قهرمان (هایی) است که به میدان رفتند. |                 |                |                      |                           | |               |